# Jānis Strenga
Jānis Strenga (Sigulda, 5 febbraio 1986) è un bobbista lettone, campione olimpico nel bob a quattro a Soči 2014 e medaglia di bronzo nel bob a due a Pyeongchang 2018, nonché campione mondiale a Igls 2016 nel bob a quattro.

## Biografia
Prima di dedicarsi al bob, Strenga ha praticato l'atletica leggera come velocista e lunghista a livello nazionale universitario. Compete dal 2008 come frenatore per la squadra nazionale lettone, debuttando in Coppa Europa nel gennaio 2010. Si distinse nelle categorie giovanili vincendo due medaglie d'oro in entrambe le specialità ai campionati mondiali juniores di Igls 2012 con il pilota Oskars Melbārdis e, nel bob a quattro, con gli altri frenatori Intars Dambis e Helvijs Lūsis.
Specializzatosi nel bob a quattro, disciplina nella quale otterrà tutti i suoi successi nelle gare più importanti, Strenga esordì in Coppa del Mondo nella stagione 2010/11, il 30 gennaio 2011 a Sankt Moritz nel bob a quattro dove il suo equipaggio venne squalificato, ottenne il suo primo podio il 18 dicembre 2011 a Winterberg e la sua prima vittoria il 12 gennaio 2014 a Sankt Moritz, sempre nella specialità a quattro e con Melbārdis, Daumants Dreiškens e Arvis Vilkaste.
Ha vinto la medaglia d'oro alle Olimpiadi di Soči 2014 nel bob a quattro con Melbārdis, Dreiškens e Vilkaste, risultato ufficializzato soltanto a marzo del 2019 dopo la conferma della squalifica per la coppia russa Zubkov/Voevoda a seguito della nota vicenda doping. Quattro anni dopo, a Pyeongchang 2018, vinse la medaglia di bronzo nella gara biposto con Oskars Melbārdis e giunse quinto in quella a quattro sempre con Melbārdis alla guida della slitta. 
Ai mondiali ha conquistato tre medaglie nel bob a quattro: una d'oro vinta a Igls 2016 con Melbārdis, Vilkaste e Strenga, una d'argento ottenuta a Whistler 2019 e un'altra di bronzo vinta nell'edizione di Winterberg 2015. 
Vanta inoltre un titolo europeo vinto a La Plagne 2015 nella stessa specialità, oltre a un argento colto a Schönau am Königssee 2019 e due bronzi, ottenuti a Sankt Moritz 2016 e a Igls 2018.

## Palmarès

### Olimpiadi
- 2 medaglie:
  - 1 oro (bob a quattro a Soči 2014).
  - 1 bronzo (bob a due a Pyeongchang 2018).

### Mondiali
- 3 medaglie:
  - 1 oro (bob a quattro a Igls 2016);
  - 1 argento (bob a quattro a Whistler 2019);
  - 1 bronzo (bob a quattro a Winterberg 2015).

### Europei
- 4 medaglie:
  - 1 oro (bob a quattro a La Plagne 2015);
  - 1 argento (bob a quattro a Schönau am Königssee 2019);
  - 2 bronzi (bob a quattro a Sankt Moritz 2016; bob a quattro a Igls 2018).

### Mondiali juniores
- 2 medaglie:
  - 2 ori (bob a due, bob a quattro ad Igls 2012).

### Coppa del Mondo
- 20 podi (1 nel bob a due, 18 nel bob a quattro):
  - 8 vittorie (tutte nel bob a quattro);
  - 8 secondi posti (1 nel bob a due, 7 nel bob a quattro);
  - 4 terzi posti (tutti nel bob a quattro).

#### Coppa del Mondo - vittorie
| Data             | Luogo        | Paese    | Disciplina                                                                   |
| ---------------- | ------------ | -------- | ---------------------------------------------------------------------------- |
| 12 gennaio 2014  | Sankt Moritz | Svizzera | a quattro con Oskars Melbārdis (pilota), Daumants Dreiškens e Arvis Vilkaste |
| 19 gennaio 2014  | Igls         | Austria  | a quattro con Oskars Melbārdis (pilota), Daumants Dreiškens e Arvis Vilkaste |
| 20 dicembre 2014 | Calgary      | Canada   | a quattro con Oskars Melbārdis (pilota), Daumants Dreiškens e Arvis Vilkaste |
| 25 gennaio 2015  | Sankt Moritz | Svizzera | a quattro con Oskars Melbārdis (pilota), Daumants Dreiškens e Arvis Vilkaste |
| 1º febbraio 2015 | La Plagne    | Francia  | a quattro con Oskars Melbārdis (pilota), Daumants Dreiškens e Arvis Vilkaste |
| 8 febbraio 2015  | Igls         | Austria  | a quattro con Oskars Melbārdis (pilota), Daumants Dreiškens e Arvis Vilkaste |
| 15 febbraio 2015 | Soči         | Russia   | a quattro con Oskars Melbārdis (pilota), Daumants Dreiškens e Arvis Vilkaste |
| 5 febbraio 2017  | Igls         | Austria  | a quattro con Oskars Melbārdis (pilota), Daumants Dreiškens e Arvis Vilkaste |

### Coppa Europa
- 10 podi (1 nel bob a due e 9 nel bob a quattro):
  - 2 vittorie (1 nel bob a due e 2 nel bob a quattro);
  - 4 secondi posti (tutti nel bob a quattro);
  - 4 terzi posti (tutti nel bob a quattro).